# Šen Ťing
Šen Ťing (čínsky pchin-jinem Shěn Jǐng, znaky 沈璟; 1553 – 1610), byl čínský dramatik a teoretik dramatu, představitel kultury mingské Číny.

## Jméno
Šen Ťing používal zdvořilostní jméno Po-jing (čínsky pchin-jinem Bóyīng, znaky 伯英).

## Život a dílo
Šen Ťing pocházel z okresu Wu-ťiang v prefektuře Su-čou. V mládí studoval konfucianismus, složil provinční úřednické zkoušky a roku 1574 uspěl i u zkoušek v hlavním městě a získal titul ťin-š’. Poté nastoupil úřední kariéru, působil v různých ministerstvech v Pekingu. Roku 1589 byl odvolán ze státní služby, vrátil se do rodného kraje a soustředil se na psaní divadelních her.
Ve svých pracích zformuloval pravidla skladby, kladoucí důraz na harmonický soulad textu, písní a hudby. Požadoval též, aby dramata byla psána prostým a snadno srozumitelným jazykem. Současníci ho považovali za rovného dalšímu slavnému dramatikovi a rivalovi Tchang Sien-cuovi, od něhož se lišil v teoretických náhledech na drama. Napsal sedmnáct her čchuan-čchi ve formě kchun-čchü, z nichž se zachovala jediná, I-sia-ťi (Příběh opravdového hrdiny) o Wu Sungovi, postavě z Příběhů od jezerního břehu.
Šen Ťingovi početní žáci tvořili tzv. školu Wu-ťiang, nazvanou podle jeho rodiště. Patřili k ní Lü Tchien-čcheng, Wang Ťi-te, Feng Meng-lung, Jie Sien-cu a Wang Tching-ne a další.